# Mikita Tsmyh
Mikita Dzmitryjevitj Tsmyh (belarusiska: Мікі́та Дзмі́трыевіч Цмыг, łacinka: Mikita Dzmitryjevič Cmyh), född 15 april 1997 i Mahiljoŭ, Mahiljoŭski rajon, Mahiljoŭs voblast i Belarus, är en belarusisk simmare.
Tsmyh tävlade för Vitryssland vid olympiska sommarspelen 2016 i Rio de Janeiro, där han blev utslagen i försöksheatet på både 100 och 200 meter ryggsim. Vid olympiska sommarspelen 2020 i Tokyo slutade Tsmyh på 33:e plats på 100 meter ryggsim. Han var även en del av Belarus lag som slutade på 12:e plats på både 4×100 meter medley och 4×100 meter mixed medley.